# NGC 2539
NGC 2539 هي مجرة تتبع كوكبة الكوثل. اكتشفها ويليام هيرشل في 31 يناير 1785.

## روابط خارجية
- NGC 2539 على موقع ويكي سكاي: DSS2, SDSS, GALEX, IRAS, Hydrogen α, X-Ray, Astrophoto, Sky Map, Articles and images